# Факултет политичких наука Универзитета у Бањој Луци
Факултет политичких наука у Бањој Луци налази се у саставу Универзитета у Бањој Луци, једног од два државна универзитета у Републици Српској. Декан Факултета политичких наука је проф. др Ранка Перић Ромић.

## Историја
Факултет политичких наука основан је 2009. године издвајањем четири студијска програма Филозофског факултета: Политичких наука, Социологије, Социјалног рада и Журналистике који су били лиценцирани као трогодишњи курсеви од 180 ЕЦТС. Након релиценцирања студијских програма настале су четверогодишње студије од 240 ЕЦТС: Политикологија, Новинарство и комуникологија, Социологија и социјални рад. У академској 2011/2012. години покренуте су мастер студије у четири усмјерења: Политиколошке студије, Међународне студије, Комуниколошке студије и Студије социјалног рада.
Данас, Факултет политичких наука има уписаних укупно 150 студената на другом циклусу и са преко 1.300 студената на првом циклусу студија. Факултет је покренуо и научни часопис за друштвена питања под називом „Политеиа“. У оквиру Факултета основана је и Дипломатска академија под покровитељством предсједника Републике Српске.